# Hypoestes humifusa
Hypoestes humifusa är en akantusväxtart som beskrevs av Raymond Benoist. Hypoestes humifusa ingår i släktet Hypoestes och familjen akantusväxter. Inga underarter finns listade i Catalogue of Life.